# Aelia Capitolina

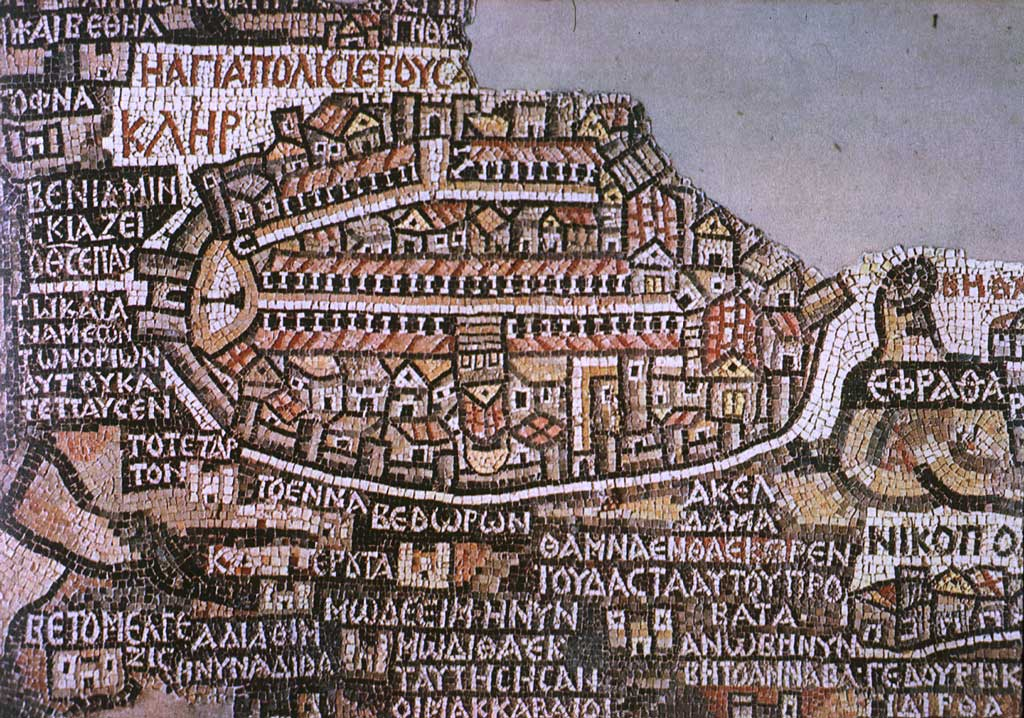
Mosaico del en la que se aprecia el Cardus Maximus, la calle principal que comenzaba en la puerta norte (la actual puerta de Damasco) y atravesaba la ciudad hacia el sur.

Aelia Capitolina (en latín: Colonia Aelia Capitolina) era una ciudad construida por el emperador Adriano en el año 131 para ser ocupada como colonia, posición diferente a la de polis; la levantó sobre la antigua Jerusalén, que estaba en ruinas cuando él visitó la provincia de Judea, que al cabo de unos años se convertiría en la provincia Siria-Palestina.

## Nombre
"Aelia" deriva del nombre propio de Adriano, Aelius, mientras que "Capitolina" significa que la ciudad nueva se dedicaba a los dioses de la Tríada capitolina, entre ellos Júpiter, cuyo templo en Roma se encontraba en la Colina Capitolina, y al que se levantó un templo sobre las ruinas del Templo judío.
El nombre latino Aelia es el origen etimológico del término árabe Iliya (إلياء), el antiguo nombre islámico para Jerusalén hasta que se impuso el de Al-Quds (القدس), lo sagrado.

## Construcción
Una legión adicional, la Legio VI Ferrata, fue asentada en la provincia para mantener el orden, y los trabajos comenzaron en el año 131 luego que el gobernador de Judea, Turno Rufo, realizó la ceremonia de fundación. Una moneda romana con la inscripción Aelia Capitolina que fue acuñada en el año 132 confirma la fecha.
El anuncio de la construcción del templo de Júpiter dio lugar a la segunda guerra judío-romana, la rebelión de Bar Kojba, entre los años 132 y 135. A continuación, los romanos prohibieron a los judíos vivir en la ciudad, proscripción que continuó hasta el siglo IV, con Constantino.

## Descripción

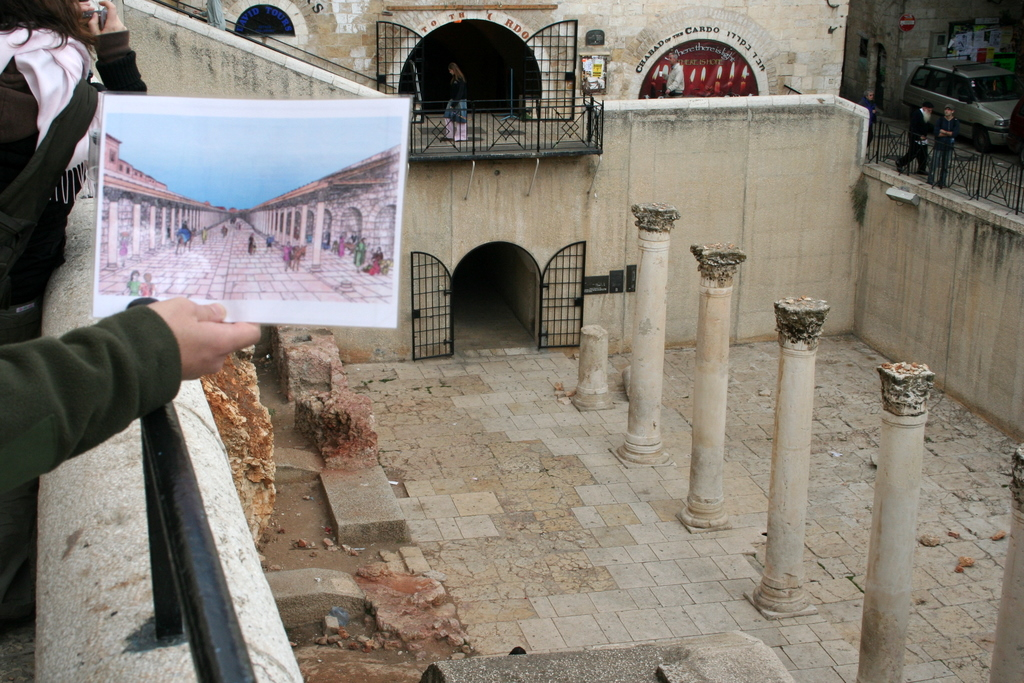
Restos del Cardo máximo y reconstrucción ideal de las ruinas.

El planeamiento urbano de Aelia Capitolina era el de una ciudad romana típica, en donde las calles principales se entrecruzan perpendiculares, dando lugar a una planta hipodámica. La calle principal, flanqueada por filas de columnas y con tiendas, tenía cerca de 22 m de ancho, el equivalente a una carretera actual de seis carriles. El Cardus Maximus acababa en el área de la actual calle de David.
La ciudad fue construida sin murallas, y como guarnición la Legio X Fretensis fue la encargada de protegerla durante el resto del período romano. El destacamento acampó sobre la colina occidental, y era responsable de evitar que los judíos volviesen a la ciudad.
La mayoría de los restos asociados a Aelia Capitolina se concentran en la mitad norte de la llamada Ciudad Vieja, lo que indicaría que la Puerta de Damasco no era la entrada al Cardo Máxima, sino la plaza central donde se encontraba el Foro.